# Planodema nigra
Planodema nigra är en skalbaggsart som först beskrevs av Stefan von Breuning 1942.  Planodema nigra ingår i släktet Planodema och familjen långhorningar. Inga underarter finns listade i Catalogue of Life.